# Chevillon-sur-Huillard
Pour les articles homonymes, voir Chevillon et Huillard (homonymie).
Chevillon-sur-Huillard est une commune française, située dans le département du Loiret en région Centre-Val de Loire.

## Géographie

### Localisation

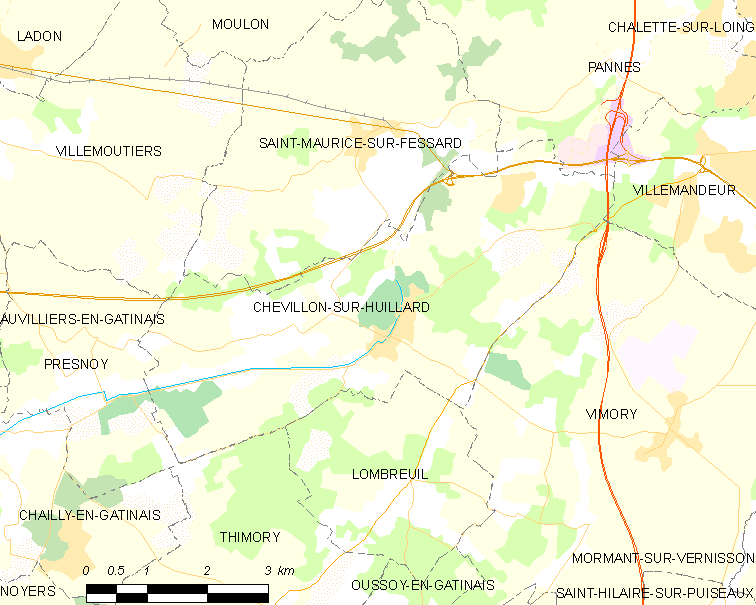
Carte de la commune de Chevillon-sur-Huillard et des communes limitrophes.

La commune de Chevillon-sur-Huillard se trouve dans le quadrant nord-est du département du Loiret, dans la région agricole du Gâtinais pauvre. À vol d'oiseau, elle se situe à 53,9 km  d'Orléans, préfecture du département, à 9,8 km de Montargis, sous-préfecture, et à 10,7 km d'Amilly, ancien chef-lieu du canton dont dépendait la commune avant mars 2015. La commune fait partie du bassin de vie de Montargis.
Les communes les plus proches sont : Lombreuil (2,4 km), Saint-Maurice-sur-Fessard (3,2 km), Thimory (4,8 km), Vimory (4,9 km), Presnoy (5,3 km), Villemoutiers (6,2 km), Chailly-en-Gâtinais (6,2 km), Oussoy-en-Gâtinais (6,3 km), Pannes (6,9 km), Moulon (6,9 km) et Villemandeur (6,9 km).

### Lieux-dits et écarts
Le Migneret, Fontaine brochet, les Caillats.

### Géologie et relief

#### Géologie
La commune se situe dans le sud du Bassin parisien, le plus grand des trois bassins sédimentaires français. Cette vaste dépression, occupée dans le passé par des mers peu profondes et des lacs, a été comblée, au fur et à mesure que son socle s’affaissait, par des sables et des argiles, issus de l’érosion des reliefs alentour, ainsi que des calcaires d’origine biologique, formant ainsi une succession de couches géologiques.
Les couches affleurantes sur le territoire communal sont constituées de formations superficielles du Quaternaire et de roches sédimentaires datant du Cénozoïque, l'ère géologique la plus récente sur l'échelle des temps géologiques, débutant il y a 66 millions d'années. La formation la plus ancienne est du calcaire d'Étampes remontant à l’époque Oligocène de la période Paléogène. La formation la plus récente est des alluvions récentes des lits mineurs remontant à l’époque Holocène de la période Quaternaire. Le descriptif de ces couches est détaillé dans  la feuille « n° 365 - Montargis » de la carte géologique au 1/50 000ème du département du Loiret, et sa notice associée.

Carte géologique de la commune

|  | Fz : | alluvions récentes des lits mineurs, Holocène                                                     |
|  | Fy : | alluvions récentes des levées et montilles de la Loire et des basses terrasses du Loing, Holocène |

|  | m1MGa : | molasse du Gâtinais, Aquitanien |

|  | g1CEt : | calcaire d'Étampes, Stampien supérieur |

#### Relief
La superficie cadastrale de la commune publiée par l’Insee, qui sert de références dans toutes les statistiques, est de 19,34 km2,. La superficie géographique, issue de la BD Topo, composante du Référentiel à grande échelle produit par l'IGN, est quant à elle de 19,47 km2. Son relief est relativement plat puisque la dénivelée maximale atteint 20 m. L'altitude du territoire varie entre 86 m et 106 m.

### Hydrographie

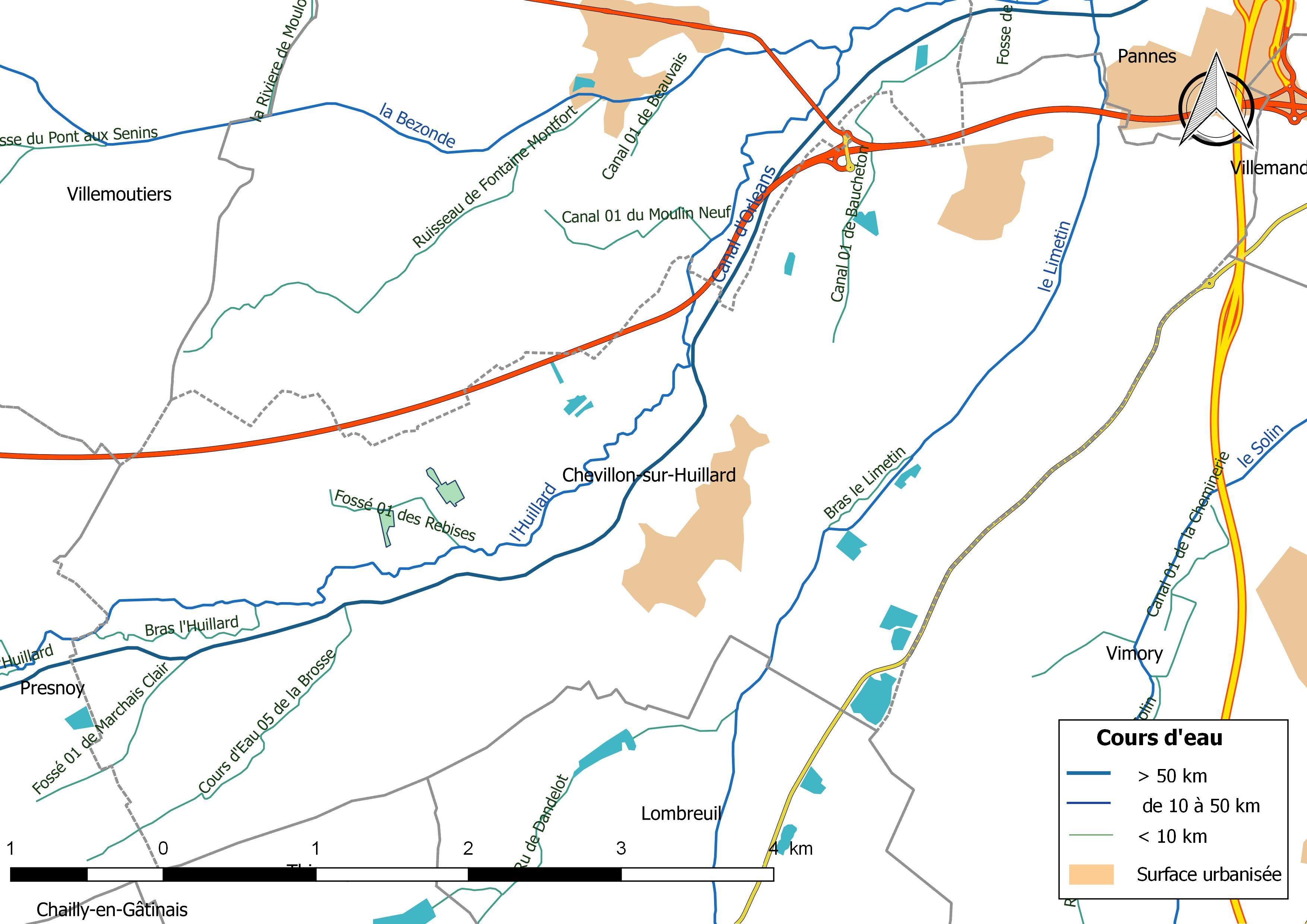
Réseau hydrographique de Chevillon-sur-Huillard.

La commune est traversée par le canal d'Orléans (5,526 km). Le réseau hydrographique communal, d'une longueur totale de 24,96 km, comprend deux autres cours d'eau notables, l'Huillard (6,278 km) et le Limetin (4,872 km), et divers petits cours d'eau dont Bras le Limetin (0,764 km), Bras l'Huillard (1,444 km), Canal 01 de Baucheton (1,805 km), Cours d'Eau 05 de la Brosse (2,242 km), Fossé 01 de Marchais Clair (0,912 km) et Fossé 01 des Rebises (1,114 km)
.
Le canal d’Orléans court sur 78,65 km entre Orléans, où il débouche dans la Loire et Châlette-sur-Loing, où il rejoint le canal du Loing et le canal de Briare au niveau du bief de Buges. Le Bief du May 3 820 m est situé sur la commune. Le canal est en plein essor de 1692 à 1793. De 1 500 à 2 000 bateaux remontent chaque année la Loire depuis Nantes pour gagner Paris. Mais avec la concurrence du rail, le trafic diminue puis disparaît complètement au début du 20e siècle. Le canal est déclassé en 1954 des voies navigables et entre dans le domaine privé de l’État.
L'Huillard, d'une longueur totale de 25,9 km, prend sa source dans la commune de Châtenoy et se jette dans la Bezonde à Saint-Maurice-sur-Fessard, après avoir traversé sept communes. Sur le plan piscicole, l'Huillard est classé en deuxième catégorie piscicole. L'espèce biologique dominante est constituée essentiellement de poissons blancs (cyprinidés) et de carnassiers (brochet, sandre et perche).
Le Limetin, d'une longueur totale de 19,4 km, prend sa source dans la commune de Lorris et se jette dans le canal d'Orléans à Pannes, après avoir traversé sept communes
. Sur le plan piscicole, le Limetin est également classé en deuxième catégorie piscicole.

## Toponymie
L'actuelle dénomination a été officialisée en 1918. Auparavant, la commune était désignée sous la dénomination simple Chevillon (encore fréquente dans le langage courant).

## Histoire

### Héraldique
| Blason de Chevillon-sur-Huillard | Les armes de Chevillon-sur-Huillard se blasonnent ainsi : Parti d'or et de gueules à la fleur de lys brochant sur la partition soutenue, à dextre, d'un tourteau et, à senestre, d'un croissant, le tout de l'un en l'autre. |

### Climat
Pour des articles plus généraux, voir Climat du Centre-Val de Loire et Climat du Loiret.
En 2010, le climat de la commune est de type climat océanique dégradé des plaines du Centre et du Nord, selon une étude du CNRS s'appuyant sur une série de données couvrant la période 1971-2000. En 2020, Météo-France publie une typologie des climats de la France métropolitaine dans laquelle la commune est exposée à un climat océanique altéré et est dans une zone de transition entre les régions climatiques « Nord-est du bassin Parisien » et « Centre et contreforts nord du Massif Central ».
Pour la période 1971-2000, la température annuelle moyenne est de 11 °C, avec une amplitude thermique annuelle de 15,1 °C. Le cumul annuel moyen de précipitations est de 693 mm, avec 10,9 jours de précipitations en janvier et 7,2 jours en juillet. Pour la période 1991-2020, la température moyenne annuelle observée sur la station météorologique de Météo-France la plus proche, sur la commune de Ladon à 8 km à vol d'oiseau, est de 11,7 °C et le cumul annuel moyen de précipitations est de 685,3 mm,. Pour l'avenir, les paramètres climatiques de la commune estimés pour 2050 selon différents scénarios d'émission de gaz à effet de serre sont consultables sur un site dédié publié par Météo-France en novembre 2022.

## Urbanisme

### Typologie
Au 1er janvier 2024, Chevillon-sur-Huillard est catégorisée commune rurale à habitat dispersé, selon la nouvelle grille communale de densité à sept niveaux définie par l'Insee en 2022.
Elle est située hors unité urbaine. Par ailleurs la commune fait partie de l'aire d'attraction de Montargis, dont elle est une commune de la couronne,. Cette aire, qui regroupe 33 communes, est catégorisée dans les aires de 50 000 à moins de 200 000 habitants,.

### Occupation des sols
L'occupation des sols de la commune, telle qu'elle ressort de la base de données européenne d’occupation biophysique des sols Corine Land Cover (CLC), est marquée par l'importance des territoires agricoles (69,5 % en 2018), en augmentation par rapport à 1990 (66,6 %). La répartition détaillée en 2018 est la suivante : 
terres arables (42,6 %), forêts (25,2 %), prairies (17,9 %), zones agricoles hétérogènes (9,1 %), zones urbanisées (3,9 %), eaux continentales (1,3 %), zones industrielles ou commerciales et réseaux de communication (0,1 %).
L'évolution de l’occupation des sols de la commune et de ses infrastructures peut être observée sur les différentes représentations cartographiques du territoire : la carte de Cassini (XVIIIe siècle), la carte d'état-major (1820-1866) et les cartes ou photos aériennes de l'IGN pour la période actuelle (1950 à aujourd'hui).

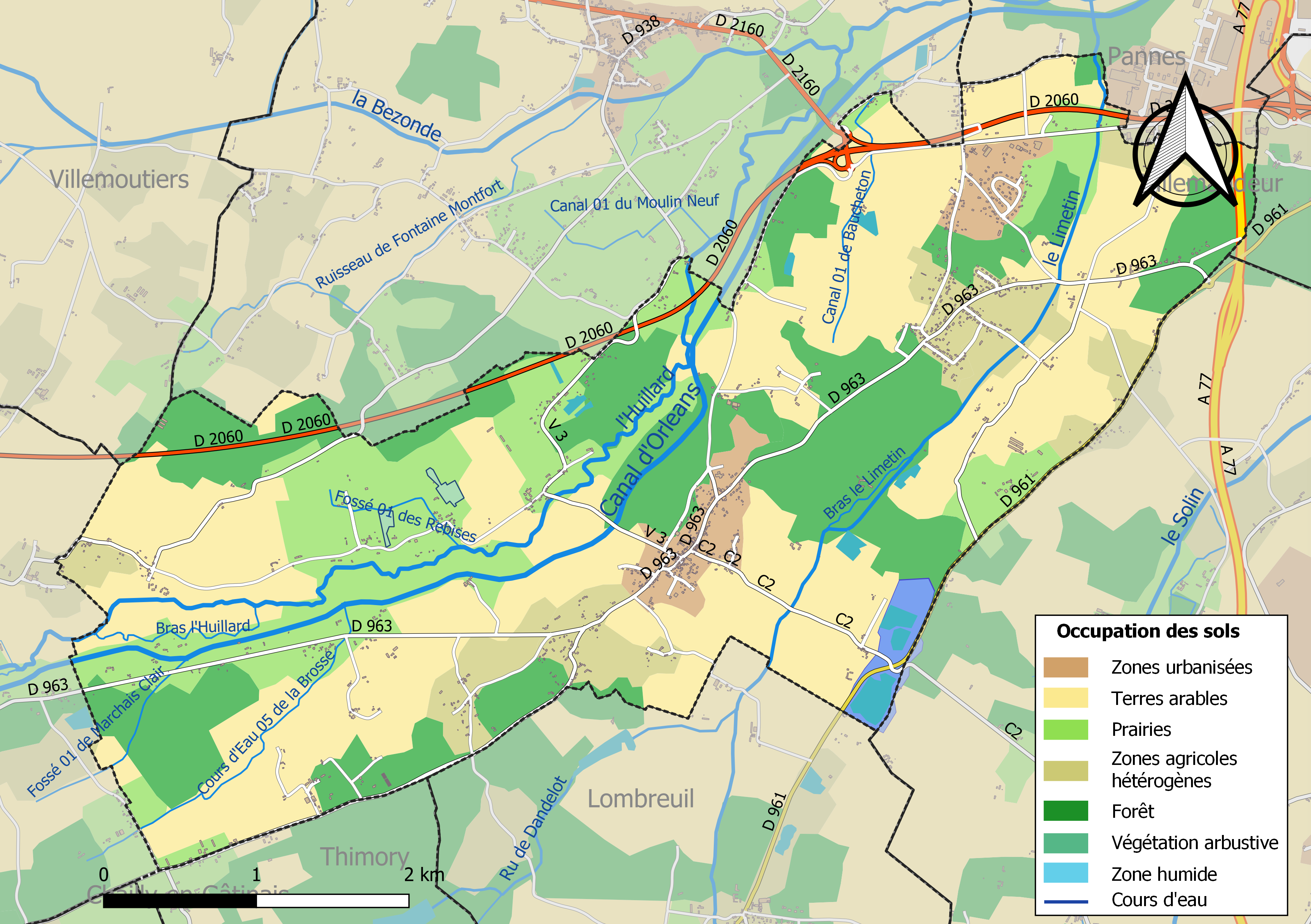
Carte des infrastructures et de l'occupation des sols de la commune en 2018 (CLC).
Carte orthophotographique de la commune en 2016.

### Voies de communication et transports

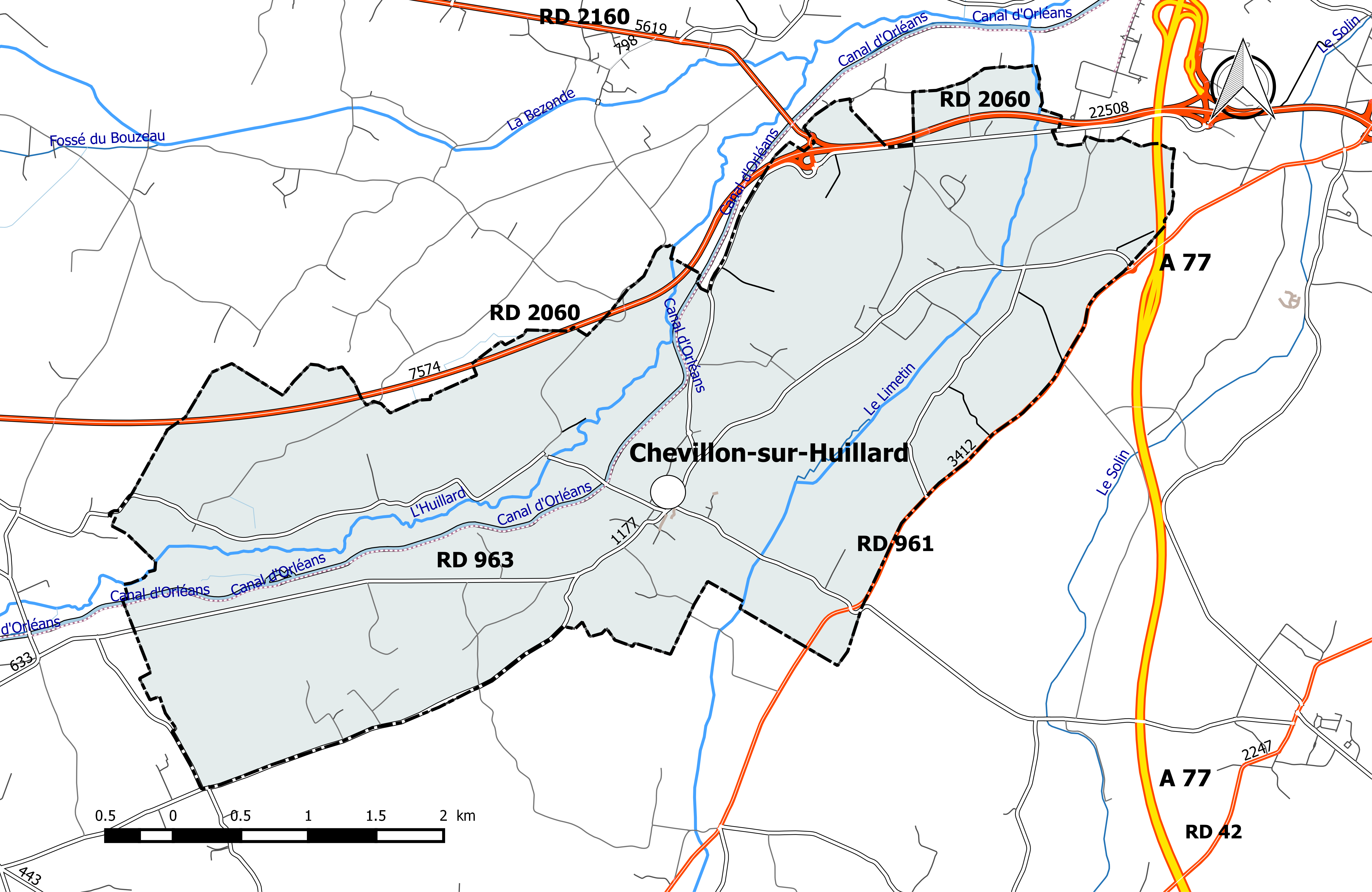
Réseau routier principal de la commune de Chevillon-sur-Huillard (avec indication du trafic routier 2014).

### Risques naturels et technologiques
La commune de Chevillon-sur-Huillard est vulnérable à différents aléas naturels : climatiques (hiver exceptionnel ou canicule), mouvements de terrains ou sismique (sismicité très faible). Elle est également exposée à un risque technologique : le risque de transport de matières dangereuses
. 
Entre 1989 et 2019, dix arrêtés ministériels ayant porté reconnaissance de catastrophe naturelle ont été pris pour le territoire de la commune  : cinq  pour des inondations et coulées de boues et cinq pour des mouvements de terrains.

#### Risques naturels
Le territoire de la commune peut être concerné par un risque d'effondrement de cavités souterraines non connues. Une cartographie départementale de l'inventaire des cavités souterraines et des désordres de surface a été réalisée. Il a été recensé sur la commune plusieurs effondrements de cavités.
Par ailleurs, le sol du territoire communal peut faire l'objet de mouvements de terrain liés à la sécheresse. Le phénomène de retrait-gonflement des argiles est la conséquence d'un changement d'humidité des sols argileux. Les argiles sont capables de fixer l'eau disponible mais aussi de la perdre en se rétractant en cas de sécheresse. Ce phénomène peut provoquer des dégâts très importants sur les constructions (fissures, déformations des ouvertures) pouvant rendre inhabitables certains locaux. Celui-ci a particulièrement affecté le Loiret après la canicule de l'été 2003. Une grande partie du territoire de la commune est soumise à un aléa « moyen » face à ce risque, selon l'échelle définie par le Bureau de recherches géologiques et minières (BRGM).
Depuis le 22 octobre 2010, la France dispose d'un nouveau zonage sismique divisant le territoire national en cinq zones de sismicité croissante. La commune, à l'instar de l'ensemble du département,  est concernée par un risque très faible.

#### Risques technologiques
La commune est exposée au risque de transport de matières dangereuses, en raison du passage sur son territoire d'une canalisation de gaz et d'itinéraires routiers structurants supportant un fort trafic (les routes départementales A77-D963),.

## Politique et administration

### Découpage territorial

#### Bloc communal: Commune et intercommunalités
La paroisse et bourg de Chevillon acquiert le statut de municipalité avec le décret du 12 novembre 1789 de l'Assemblée Nationale puis celui de « commune », au sens de l'administration territoriale actuelle, par le décret de la Convention nationale du 10 brumaire an II (31 octobre 1793). Il faut toutefois attendre la loi du 5 avril 1884 sur l'organisation municipale pour qu'un régime juridique uniforme soit défini pour toutes les communes de France, point de départ de l’affirmation progressive des communes face au pouvoir central.
La commune change de dénomination en 1918 et prend alors le nom de Chevillon-sur-Huillard. Aucun événement de restructuration majeure du territoire, de type suppression, cession ou réception de territoire, n'a affecté la commune depuis sa création.

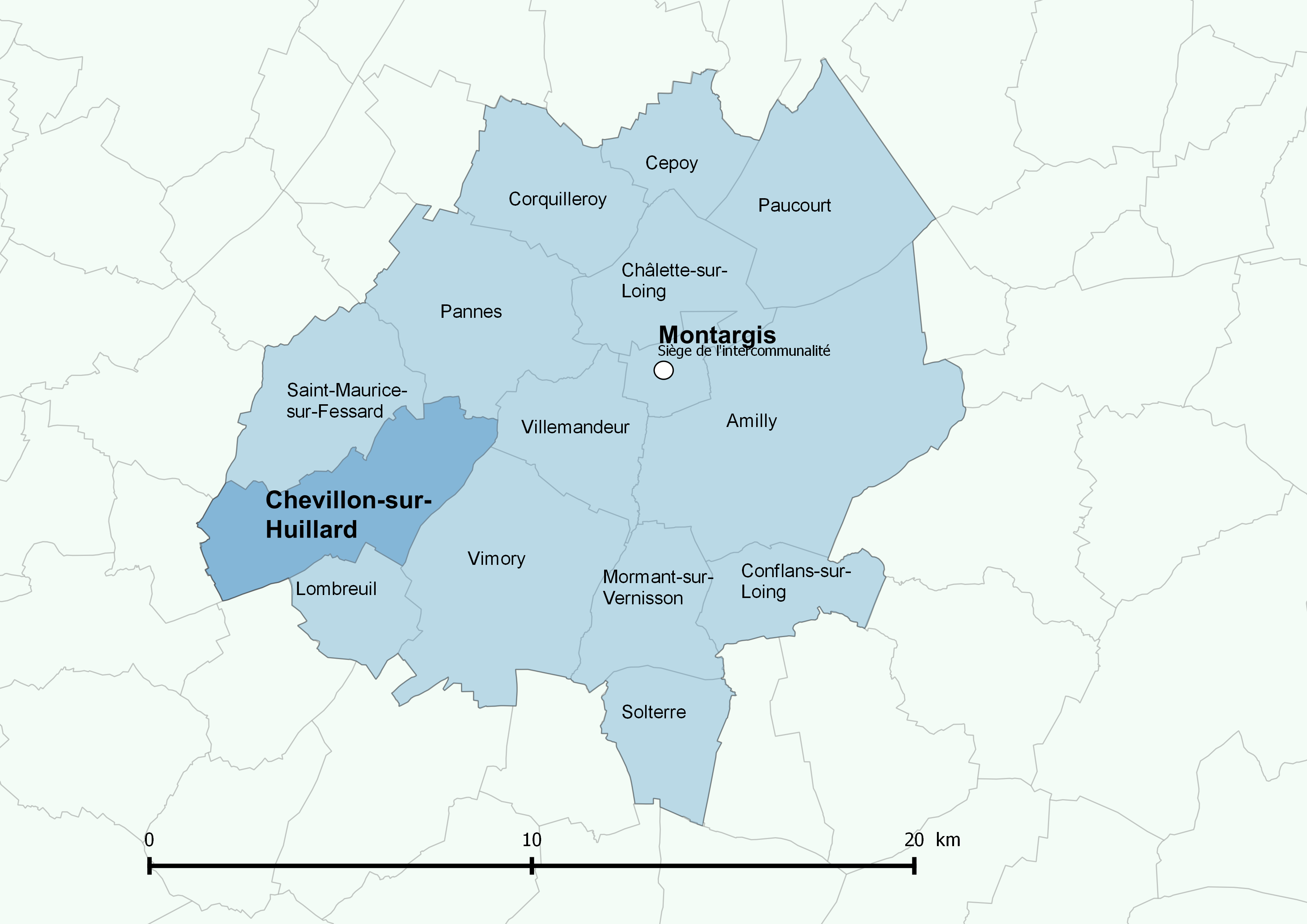
Localisation de la commune de Chevillon-sur-Huillard dans la communauté d'agglomération Agglomération Montargoise et Rives du Loing.

Initialement constitué par arrêté préfectoral le 30 mai 1959, le district urbain de l’agglomération Montargoise, le plus ancien district de France, regroupait huit communes. Celui-ci avait des compétences réduites : ordures ménagères, transports, service départemental d’incendie et de secours (SDIS) et assainissement. La communauté d’agglomération a été créée dans l’optique d’avoir une mutualisation des moyens. En application des dispositions de la loi no 99-586 du 12 juillet 1999 relative au renforcement et à la simplification de la coopération intercommunale, le district s’est transformé en communauté d’agglomération qui a pris le nom de « Agglomération Montargoise et Rives du Loing » par arrêté préfectoral du 14 décembre 2001. La commune de Chevillon-sur-Huillard rejoint la communauté d'agglomération le 1er février 2013. Elle appartient à d'autres établissements publics de coopération intercommunale, de type syndicats ou autres regroupements intercommunaux. Le découpage territorial de ces structures est en constante évolution dans une perspective de rationalisation et d'efficience des services.
La loi du 7 août 2015 portant nouvelle organisation territoriale de la République (dite loi NOTRe), visant une réduction du nombre d'intercommunalités en France, fait passer de 5 000 à 15 000 habitants, sauf exceptions, le seuil démographique minimal pour constituer une intercommunalité et a un impact sur les périmètres des intercommunalités du département du Loiret dont le nombre passe de 28 à 16. Mais la communauté d'agglomération Agglomération montargoise et rives du Loing, dont la population totale dépasse le nouveau seuil minimal, ne voit pas son périmètre changer et la commune de Chevillon-sur-Huillard en reste donc membre. Cette loi a toutefois un impact sur ses compétences avec l'attribution de nouvelles compténces comme de la gestion des milieux aquatiques et de la prévention des inondations à partir du 1er janvier 2018.

#### Circonscriptions de rattachement
Sous l'Ancien Régime, à la veille des États généraux de 1789, la paroisse de Chevillon était rattachée sur le plan ecclésiastique de l'ancien diocèse de Sens et sur le plan judiciaire au bailliage de Montargis.
La loi du 22 décembre 1789 divise le pays en 83 départements découpés chacun en six à neuf districts eux-mêmes découpés en cantons regroupant des communes. Les districts, tout comme les départements, sont le siège d’une administration d’État et constituent à ce titre des circonscriptions administratives. La commune de Chevillon est alors incluse dans le canton de Saint-Maurice-sur-Fessard, le district de Montargis et le département du Loiret.
La recherche d’un équilibre entre la volonté d’organiser une administration dont les cadres permettent l’exécution et le contrôle des lois d’une part, et la volonté d’accorder une certaine autonomie aux collectivités de base (paroisses, bourgs, villes) d’autre part, s’étale de 1789 à 1838. Les découpages territoriaux évoluent ensuite au gré des réformes visant à décentraliser ou recentraliser l'action de l'État. La régionalisation fonctionnelle des services de l'État (1945-1971) aboutit à la création de régions. L'acte I de la décentralisation de 1982-1983 constitue une étape importante en donnant l'autonomie aux collectivités territoriales, régions, départements et communes. L'acte II intervient en 2003-2006, puis l'acte III en 2012-2015.
Le tableau suivant présente les rattachements, au niveau infra-départemental, de la commune de Chevillon-sur-Huillard aux différentes circonscriptions administratives et électorales ainsi que l'historique de l'évolution de leurs territoires.
| Circonscription             | Nom                       | Période   | Type                         | Évolution du découpage territorial |
| --------------------------- | ------------------------- | --------- | ---------------------------- | --- |
| District                    | Montargis                 | 1790-1795 | Administrative               | La commune est rattachée au district de Montargis de 1790 à 1795,. La Constitution du 5 fructidor an III, appliquée à partir de vendémiaire an IV (1795) supprime les districts, rouages administratifs liés à la Terreur, mais maintient les cantons qui acquièrent dès lors plus d'importance. |
| Canton                      | Saint-Maurice-sur-Fessard | 1790-1801 | Administrative et électorale | En 1790, lors de la création des cantons, districts et départements, la commune de Chevillon est rattachée au canton de Saint Maurice sur Fessard. Les cantons sont supprimés, en tant que découpage administratif, par une loi du 26 juin 1793, et ne conservent qu'un rôle électoral. Ils permettent l’élection des électeurs du second degré chargés de désigner les députés. Ils acquièrent une fonction administrative avec la disparition des districts en 1795. |
| Canton                      | Montargis                 | 1801-1973 | Administrative et électorale | Sous le Consulat, un redécoupage territorial visant à réduire le nombre de justices de paix ramène le nombre de cantons dans le Loiret de 59 à 31. Chevillon-sur-Huillard est alors rattachée au canton de Montargis par arrêté du 9 vendémiaire an X (30 septembre 1801),. |
| Canton                      | Amilly                    | 1973-2015 | Administrative et électorale | En 1973, la commune est rattachée au canton d'Amilly, un canton issu de la division de l'ancien canton de Montargis. |
| Canton                      | Montargis                 | 2015-     | Électorale                   | La loi du 17 mai 2013 et ses décrets d'application publiés en février et mars 2014 introduisent un nouveau découpage territorial pour les élections départementales. La commune est alors rattachée au canton de Montargis. Depuis cette réforme, plus aucun service de l'État n'exerce sa compétence sur un territoire s'appuyant sur le nouveau découpage cantonal. Le canton a disparu en tant que circonscription administrative de l'État ; il est désormais uniquement une circonscription électorale dédiée à l'élection d'un binôme de conseillers départementaux siégeant au conseil départemental. |
| Arrondissement              | Montargis                 | 1801-     | Administrative               | Chevillon, puis à partir de 1918 Chevillon-sur-Huillard, est rattachée à l'arrondissement de Montargis depuis sa création en 1801,. |
| Circonscription législative | 4e circonscription        | 2010-     | Électorale                   | Lors du découpage législatif de 1986, le nombre de circonscriptions législatives passe dans le Loiret de 4 à 5. Un nouveau redécoupage intervient en 2010 avec la loi du 23 février 2010. En attribuant un siège de député « par tranche » de 125 000 habitants, le nombre de circonscriptions par département varie désormais de 1 à 21,. Dans le Loiret, le nombre de circonscriptions passe de cinq à six. La réforme n'affecte pas Chevillon-sur-Huillard qui reste rattachée à la quatrième circonscription.                                                                                            |

#### Collectivités de rattachement
La commune de Chevillon-sur-Huillard est rattachée au département du Loiret et à la région Centre-Val de Loire, à la fois circonscriptions administratives de l'État et collectivités territoriales.

### Politique et administration municipales

#### Conseil municipal et maire
Depuis les élections municipales de 2014, le conseil municipal  de Chevillon-sur-Huillard, commune de plus de 1 000 habitants, est élu au scrutin proportionnel de liste à deux tours (sans aucune modification possible de la liste), pour un mandat de six ans renouvelable. Il est composé de 15 membres. L'exécutif communal, est constitué par le maire, élu par le conseil municipal, parmi ses membres, pour un mandat de six ans, c'est-à-dire pour la durée du mandat du conseil.
| Période                                  | Période | Identité                             | Étiquette | Qualité |
| ---------------------------------------- | ------- | ------------------------------------ | --------- | --- |
| 1953 mars 2001                           | 1977    | Raymond Chauvet Christian Bourillon, |           | Coiffeur barbier sur la commune Directeur de société, conseiller général du canton d'Amilly (24 ans de mandat) |
| Les données manquantes sont à compléter. |         |                                      |           | |

## Équipements et services

### Environnement

#### Gestion des déchets
En 2016, la commune est membre du syndicat mixte de ramassage et de traitement des ordures ménagères (SMIRTOM) de Montargis, créé en 1968. Celui-ci assure la collecte et le traitement des ordures ménagères résiduelles, des emballages ménagers recyclables et des encombrants en porte à porte et du verre en points d’apport volontaire. Un réseau de trois déchèteries accueille les encombrants et autres déchets spécifiques (déchets verts, déchets dangereux, gravats, ferraille, cartons…). Les deux déchèteries les plus proches sont situées sur les communes d'Amilly et de Corquilleroy.
Le SMIRTOM de Montargis procède également à l'élimination et la valorisation énergétique des déchets ménagers et de ceux issus de la collecte sélective dans l'unité d'Amilly, construite en 1969. Une convention de délégation du service public de traitement a été conclue en 2013 avec la société Novergie Centre, filiale énergie du Groupe Suez pour la valorisation énergétique des déchets.
Depuis le 1er janvier 2017, la « gestion des déchets ménagers » ne fait plus partie des compétences de la commune mais est une compétence obligatoire de la communauté d'agglomération Agglomération montargoise et rives du Loing en application de la loi NOTRe du 7 août 2015.

#### Production et distribution d'eau
Le service public d’eau potable est une compétence obligatoire des communes depuis l’adoption de la loi du 30 décembre 2006 sur l’eau et les milieux aquatiques. Au 31 décembre 2016, la production et la distribution de l'eau potable sur le territoire communal sont assurées par le syndicat des eaux de Saint-Maurice-sur-Fessard - Villemoutiers - Chevillon-sur-Huillard, un syndicat créé en 1963 desservant quatre communes : Chevillon-sur-Huillard, Saint-Maurice-sur-Fessard, Solterre, Villemoutiers,,. En 2015, le syndicat gérait 2086 branchements domestiques, dont 718 compteurs d'eau sur Chevillon-sur-Huillard. 493 847 m3 d'eaux brutes ont été prélevés en nappe par le biais de deux forages.
La loi NOTRe du 7 août 2015 prévoit que le transfert des compétences « eau et assainissement » vers les communautés de communes ou communautés d'agglomération sera obligatoire à compter du 1er janvier 2020. Le transfert d’une compétence entraîne de facto la mise à disposition gratuite de plein droit des biens, équipements et services publics utilisés, à la date du transfert, pour l'exercice de ces compétences et la substitution de la communauté dans les droits et obligations des communes,.

#### Assainissement
La compétence assainissement, qui recouvre obligatoirement la collecte, le transport et l’épuration des eaux usées, l’élimination des boues produites, ainsi que le contrôle des raccordements aux réseaux publics de collecte, est également assurée par l'A.M.E.,,  qui dispose ainsi en 2015 d’un réseau de 384,8 km, de 11 737 regards de visite et de 145 postes de relevage et de trois stations d’épuration principales situées à Chalette-sur-Loing, à Amilly et à Vimory.
La commune est raccordée à une station d'épuration située sur le territoire communal, mise en service le 1er janvier 1992 et dont la capacité nominale de traitement est de  450 EH, soit 75 m3/jour. Cet équipement utilise un procédé d'épuration biologique dit « à boues activées ». Son exploitation est assurée en 2017 par Lyonnaise des Eaux Amilly,.
Certaines rues de la commune ne sont pas desservies par le réseau d’eaux usées (réseau d’assainissement collectif) de l’Agglomération montargoise et les habitations doivent dès lors être pourvues d’un système d’assainissement individuel. L’assainissement non collectif (ANC) désigne ces installations individuelles de traitement des eaux domestiques qui ne sont pas desservies par un réseau public de collecte des eaux usées et qui doivent en conséquence traiter elles-mêmes leurs eaux usées avant de les rejeter dans le milieu naturel. L'agglomération montargoise assure le service public d'assainissement non collectif (SPANC), qui a pour mission de vérifier la bonne exécution des travaux de réalisation et de réhabilitation, ainsi que le bon fonctionnement et l’entretien des installations,.

## Population et société

### Démographie
L'évolution du nombre d'habitants est connue à travers les recensements de la population effectués dans la commune depuis 1793. Pour les communes de moins de 10 000 habitants, une enquête de recensement portant sur toute la population est réalisée tous les cinq ans, les populations de référence des années intermédiaires étant quant à elles estimées par interpolation ou extrapolation. Pour la commune, le premier recensement exhaustif entrant dans le cadre du nouveau dispositif a été réalisé en 2004.
En 2022, la commune comptait 1 504 habitants, en évolution de +7,35 % par rapport à 2016 (Loiret : +1,89 %, France hors Mayotte : +2,11 %).
| 1793 | 1800 | 1806 | 1821 | 1831 | 1836 | 1841 | 1846 | 1851 |
| ---- | ---- | ---- | ---- | ---- | ---- | ---- | ---- | ---- |
| 634  | 674  | 688  | 700  | 732  | 733  | 737  | 706  | 725  |

| 1856 | 1861 | 1866 | 1872 | 1876 | 1881 | 1886 | 1891 | 1896 |
| ---- | ---- | ---- | ---- | ---- | ---- | ---- | ---- | ---- |
| 715  | 720  | 775  | 747  | 692  | 745  | 730  | 730  | 671  |

| 1901 | 1906 | 1911 | 1921 | 1926 | 1931 | 1936 | 1946 | 1954 |
| ---- | ---- | ---- | ---- | ---- | ---- | ---- | ---- | ---- |
| 639  | 614  | 591  | 530  | 508  | 488  | 510  | 472  | 472  |

| 1962 | 1968 | 1975 | 1982 | 1990  | 1999  | 2004  | 2006  | 2009  |
| ---- | ---- | ---- | ---- | ----- | ----- | ----- | ----- | ----- |
| 434  | 481  | 636  | 901  | 1 043 | 1 143 | 1 189 | 1 202 | 1 298 |

| 2014  | 2019  | 2022  | - | - | - | - | - | - |
| ----- | ----- | ----- | - | - | - | - | - | - |
| 1 373 | 1 463 | 1 504 | - | - | - | - | - | - |

## Patrimoine
L'église Saint-Martin date du XIe siècle.

## Personnalités
- Bienheureux Jean-Guillaume Mauduit († septembre 1792), curé de Noyers, prêtre réfractaire, né à Chevillon, assassiné au couvent des Carmes à Paris[97].

## Cadre de vie
Label ville fleurie : trois fleurs attribuées par le conseil national des villes et villages fleuris de France au concours des villes et villages fleuris.